# اچ‌اس‌دابلیوام‌اس گوتلاند (۱۹۳۳)
اچ‌اس‌دابلیوام‌اس گوتلاند (۱۹۳۳) (به انگلیسی: HSwMS Gotland (1933)) یک کشتی بود که طول آن ۱۳۴٫۸ متر (۴۴۲ فوت) بود. این کشتی در سال ۱۹۳۳ ساخته شد.